# Wojciech Sibiga
Wojciech Sibiga (ur. 1 września 1983 w Braniewie) – polski lekkoatleta specjalizujący się w skoku wzwyż, trener, fizjoterapeuta.

## Życiorys
Zawodnik RKS Skra Warszawa (1998–2009). Brązowy medalista mistrzostw Polski (2007) oraz dwukrotny brązowy medalista młodzieżowych mistrzostw Polski (2004 i 2005). Absolwent AWF w Warszawie.
Po zakończeniu kariery fizjoterapeuta i trener przygotowania fizycznego w klubach siatkarskich: AZS Politechnika Warszawska, Lotos Trefl Gdańsk.
Rekord życiowy: 2,18 (2002 i 2008).